# Торт в небе
Торт в небе (итал. La torta in cielo) — роман-сказка для детей и подростков, написанный в 1964 году Джанни Родари. Изначально был издан частями в журнале Corriere dei Piccoli, а в 1966 произведение выпущено отдельной книгой. Согласно предисловию автора, историю придумали ученики класса госпожи Мари Луизы Бигьяретти из начальной школы Коллоди в римском квартале Трулло. В 1972 году вышла экранизация (ит) книги (режиссёр Лино Дель Фра).

## Сюжет
Утром над римским кварталом Трулло зависает огромный объект, напоминающий НЛО, что вызывает панику среди горожан. Военные и полиция собирают временный штаб, куда входит инспектор дорожного движения Мелетти, местный житель. Пилот вертолёта с позывным «Диомед» докладывает об объекте, зацикливаясь постоянно на его размерах. В то время дети инспектора, Паоло и Рита, пытаются узнать, что приключилось: на балкон им падает неожиданно кусок шоколадного торта, который пробуют на вкус дети и их пёс Зорро. Паоло убеждён, что кусок торта сбросили марсиане, но Рита считает, что в небе как раз и висит громадный торт. Ребята тайно проникают внутрь объекта, и Рита доказывает свою правоту.
В разгар поисков они обнаруживают в середине торта некого старика, которого Паоло называет «Джепетто» за сходство с «отцом» Пиноккио. Рита сбегает из торта, потеряв при этом одну туфлю. Военные обнаруживают туфлю недалеко от объекта, но узнают, что он снижается, и решают приготовиться к самому худшему, ожидая приказа об открытии огня. Тем временем Мелетти, обнаружив туфлю, призывает всех детей в Трулло примерить её — и тем самым узнаёт, что на борту была Рита, которая продолжает отпираться от обвинений во вранье и шпионаже, утверждая, что в небе действительно висит торт. Вскоре два учёных обнаруживают кусок шоколада и пробуют его, однако из-за начавшейся у них истерики и Риту, и учёных отправляют в больницу, опасаясь, что все трое отравлены.
Паоло внутри торта разговаривает со стариком, который представляется как «профессор Дзета» — физик-ядерщик, который разрабатывал атомное оружие для одной страны (под которой, скорее, подразумевается США). Он хотел придумать атомную бомбу, после взрыва которой атомное грибовидное облако можно было бы отправить в любую точку. Однако в разгар приготовлений к испытанию внутрь бомбы попал кусок шоколадного торта, и после ядерных испытаний над океаном вместо грибовидного облака появился громадный торт, в который упал профессор. Ветром торт снесло в Италию. Профессор, понимая, что совершил преступную ошибку, готовится принять смерть и умоляет Паоло вынудить военных взорвать торт. Однако параллельно Рита объясняет детям в больнице, что никакого космического корабля пришельцев нет и что над Римом просто висит торт.
В конце дети прорывают оцепление и бегут к торту, съедая его громадную часть. Вскоре к детям присоединяются взрослые и благодарят профессора за чудесный подарок детям. Книга завершается надеждой автора на то, что человечество откажется от ядерного оружия и войн вообще и будет впредь дарить радость детям, делая сладости, конфеты и торты вместо пушек и оружия.

## Издания
- Gianni Rodari, La torta in cielo, illustrazioni di Bruno Munari, Libri per ragazzi 19, Torino, Einaudi, 1966, pp. 109, ISBN 8806035614.
- Gianni Rodari, La torta in cielo, illustrazioni di Francesco Altan, Storie e rime 9, Torino, Einaudi, 1993, pp. 120, ISBN 9788879261036.
- Gianni Rodari, La torta in cielo, illustrazioni di Francesco Altan, Lo scaffale d’oro, Torino, Einaudi, 1995, pp. 92, ISBN 8879261940.
- Gianni Rodari, La torta in cielo, I Favolosi (supplemento a Il Giornalino), Alba, San Paolo, 2003, pp. 140.
- Gianni Rodari, La torta in cielo, illustrazioni di Bruno Munari, Einaudi ragazzi, Torino, Einaudi, 2009, pp. 109, ISBN 9788879267366.